# Spilosoma tigrina
Spilosoma tigrina är en fjärilsart som beskrevs av Moore 1879. Spilosoma tigrina ingår i släktet Spilosoma och familjen björnspinnare. Inga underarter finns listade i Catalogue of Life.